# 费利克斯·贝克尔
费利克斯·贝克尔（德語：Felix Becker，1964年8月9日—），德国男子击剑运动员。他曾获得1994年世界击剑锦标赛男子佩剑个人冠军。他也参加了1988年、1992年和1996年三届夏季奥运会。